# Mnium squalidum
Mnium squalidum là một loài Rêu trong họ Mniaceae. Loài này được (Brid.) P. Beauv. mô tả khoa học đầu tiên năm 1805.